# Pál Dániel Máté
Pál Dániel Máté, Pál Dani (2003. április 22. –) színész. Főleg szinkronizál.
2011-ben a Madách Színházban a Mary Poppins c. musical szereplőválogatását követően kapta meg Michael Banks szerepét. Ezt követően több mozi- és tévéfilmben, zenés darabban játszott, illetve szinkronizált.

## Színházi szerepei
| Darabcím                                     | Szerep           | Színház                               |
| -------------------------------------------- | ---------------- | ------------------------------------- |
| Mary Poppins                                 | Michael Banks    | Madách Színház                        |
| Anna Karenina                                | Szerjózsa        | Madách Színház                        |
| Les Misérables - A nyomorultak               | Gavroche         | Madách Színház                        |
| Álarcosbál                                   | Rudolf herceg    | Bárka Színház                         |
| Szépség és a Szörnyeteg                      | Csorbi           | Budapesti Operettszínház              |
| József és a színes szélesvásznú álomkabát    | Benjámin         | Madách Színház                        |
| Macskák jubileumi előadások (30 éves, 1400.) | kis Mefisztulész | Madách Színház                        |
| Diótörő                                      | Egérkirály       | Ram Colosseum                         |
| Billy Elliot - The Musical                   | Michael          | Magyar Állami Operaház, Erkel Színház |
| Valahol Európában                            | Csóró            | Pesti Magyar Színház                  |

## Szinkronszerepek
Internetes Szinkron Adatbázis: http://iszdb.hu/?szemely=85776&lap=munkassag
| Híresebb, nevesebb filmek                      | Eredeti filmcím                         | Szinkronszerep | Bemutató dátuma (Magyarország) |
| ---------------------------------------------- | --------------------------------------- | -------------- | ------------------------------ |
| Belle és Sébastien                             | Belle et Sébastien                      | Sébastien      | 2013. december 19.             |
| Reszkessetek, betörők! 5. – Testvérek akcióban | Home Alone: The Holiday Heist           | Finn           | 2016. december 25.             |
| T.S. Spivet különös utazása                    | T.S. Spivet                             | Layton         | 2014. szeptember 25.           |
| A kis Nicolas nyaral                           | Les vacances du petit Nicolas           | Nicolas        | 2014. október 23.              |
| Nicolas az iskolában                           | Le petit Nicolas                        | Nicolas        | 2015. március 12.              |
| Rufus                                          | Rufus                                   | Rufus          | 2016. június 12.               |
| A dzsungel könyve                              | The Jungle Book                         | Maugli         | 2016. április 21.              |
| Alice Tükörországban                           | Alice Through the Looking Glass         | törpe          | 2016. június 2.                |
| Kubo és a varázshúrok                          | Kubo and the two strings                | Kubo           | 2016. október 6.               |
| Belle és Sebastian – A kaland folytatódik      | Belle et Sébastien, l'aventure continue | Sébastien      | 2016. november 3.              |

### Sorozatokban
| Sorozatcím                        | Eredeti sorozatcím          | Tv csatorna    | Szinkronszerep          |
| --------------------------------- | --------------------------- | -------------- | ----------------------- |
| A Létezés határa                  | Extant                      | TV2            | Ethan                   |
| A Goldberg család                 | The Goldbergs               | Comedy Central | Adam                    |
| Veszélyes Henry                   | Henry Danger                | Nickelodeon    | Veszélyes Henry         |
| Tom és Jerry-show                 | The Tom & Jerry Show        | Boomerang      | Falatka (2. évad)       |
| Liv és Maddie                     | Liv and Maddie              | Disney Channel | Parker Rooney           |
| Nicky, Ricky Dicky és Dawn        | Nicky, Ricky Dicky and Dawn | Nickelodeon    | Nicky                   |
| Evermoor titkai                   | Evermoor Chronicles         | Disney Channel | Ludo                    |
| Kirby Buckets kalandjai           | Kirby Buckets               | Disney Channel | Justin                  |
| Flash – A Villám                  | The Flash                   | Viasat 3       | kis Flash               |
| Hunter Street                     | Hunter Street               | Nickelodeon    | Jake Hunter             |
| Gotham                            | Gotham                      | Prime          | Bruce Wayne             |
| Game Shakers                      | Game Shakers                | Nickelodeon    | Triple G                |
| Bizaardwark                       | Bizaardvark                 | Disney Channel | Bernard "Bernie" Schotz |
| A zűr közepén                     | Stuck in the Middle         | Disney Channel | Lewie (1-2. évad)       |
| Miles a jövőből                   | Miles from Tomorrowland     | Disney Junior  | Haruna                  |
| A szultána                        | Muhtesem Yüzil: Kösem       | TV2            | Kasim herceg            |
| Álmodj velem!                     | Despertar contigo           | TV2            | Abel                    |
| Ready Jet Go!                     | Ready Jet Go!               | Kiwi TV        | Jet Propulsion          |
| Lost in Space – Elveszve az űrben | Lost in Space               | Netflix        | Will Robinson (2. évad) |
| Testvérek                         | Ömer Eren                   | TV2            | Yiğit Koçak             |
| Mocsár                            | Daniel Gwitt                | Netflix        | Franciszek Przanowski   |